# Sprite (napój)

Logo Sprite

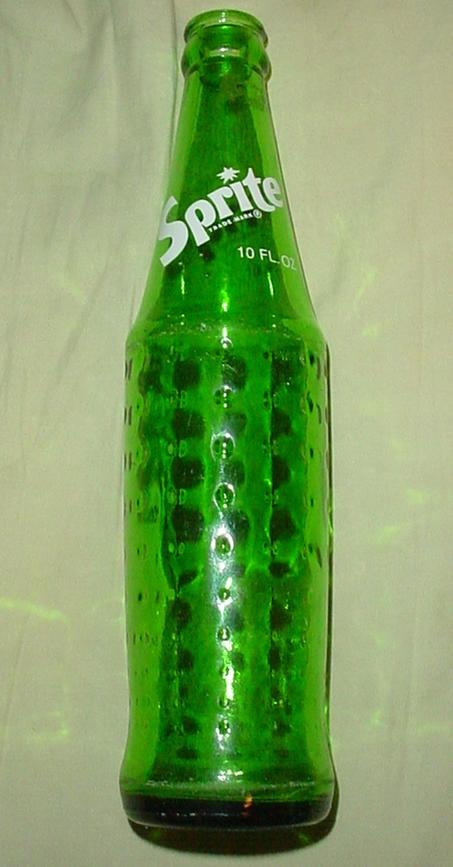
Butelka po napoju marki Sprite.

Sprite (ang. sprite – „duszek, chochlik”) – marka napoju gazowanego o smaku cytrynowo-limonkowym należąca do The Coca-Cola Company. Napój Sprite został wprowadzony na rynek w USA w 1961 roku, w Polsce od 1991 roku. Jest to odpowiedź firmy na popularny napój 7 Up firmy Pepsi. Dostępne na światowym rynku rodzaje napoju to: Sprite Zero (dietetyczny), Mint flavored Sprite (z nutą mięty), Sprite Blue (w kolorze niebieskim), Sprite 3G (napój typu energy drink), Sprite Remix (różne wariacje z aromatami owocowymi), Sprite Remix Berry Clear (owoce leśne), Sprite Remix Baja (owoce tropikalne), Sprite Remix Aruba Jam, Ice Sprite (orzeźwiający miętowy smak), Sprite Cucumber (ogórkowy).

## Historia

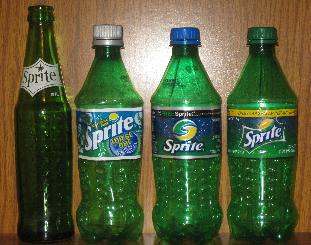
Ewolucja butelki Sprite.

Sprite powstał w Niemczech jako Fanta Klare Zitrone (Czysta Cytrynowa Fanta). W 1961 roku pojawił się w USA. W latach osiemdziesiątych Coca-Cola zmusiła producentów butelek 7 Up by przerzuciły się na produkt Coca Cola Company. W znacznym stopniu dzięki większemu systemowi rozlewni i fabryk butelek, Sprite w ostatecznym rozrachunku stał się rynkowym liderem w kategorii cytrynowych/limonkowych napojów gazowanych w 1989.